# Северіно Ліма де Моура
Северіно Ліма Де Моура (* 17 травня 1986, Ріо-де-Жанейро, Бразилія) — бразильський футболіст, нападник.

## Біографія
Виступав за бразильський «Фламенго», литовську «Ветру». Пізніше перейшов до українського «Іллічівця», допоміг йому вийти до Прем'єр-ліги. Зігравши по кілька матчів за «Етнікос» (Пірей), «Богданку» (Ленчна), «Даугаву» (Даугавпілс) повернувся в Бразилію у ФК «Ікаса».